# 後深草院二条
後深草院二条（ごふかくさいんのにじょう、正嘉2年（1258年）- 不詳）は、鎌倉時代中期の女性。『とはずがたり』の作者とされている。没年は嘉元4年（1306年）以後とされる。

## 人物略歴
父は中院大納言源雅忠、母は大納言典侍（四条隆親の娘近子）。父方の叔母に歌人の式乾門院御匣（源通光女）がいる。後深草院に仕える女房であり愛人。母大納言典侍は幼少だった後深草天皇に「新枕」をさずける役であったが、何人かの公卿に「ぬしづかれて」最終的に雅忠の妻となった。母は二条を生んだ翌年（1259年）に亡くなり、二条は後深草院御所で育った。
父も二条が14歳のときに亡くなった。孤独の身となった二条は、後深草院の寵愛を受けながらも「雪の曙」（西園寺実兼とされる）、「有明の月」（仁和寺御室性助入道親王・開田准后法助の両説あり）、亀山院らとの関係を「とはずがたり」の前半三巻で綴った。
26歳のとき、後深草院の中宮である東二条院の排斥にあい一旦御所を退くも、その2年後大宮院（後嵯峨中宮、後深草・亀山両天皇の母）の女房として再び出仕。その後出家し、修行の旅に出て、西行に倣って東国西国の各地の寺社を詣でた。鎌倉に下って御家人衆と贈答を交わし、また石清水八幡宮で後深草院と再会した。旅先での見聞と出家後の修行生活を綴ったのが「とはずがたり」の後半二巻である。

## 非実在説
二条に関する来歴のほとんどは『とはずがたり』によるもので、同時期の外部資料から二条の存在を裏付ける手がかりが少ないことから、実在を疑問視する声もある。例えば、二条は『とはずがたり』の作中で105首の和歌を詠み、歌人としての才能を明らかにしているものの、同時期に編纂されたどの歌集にも二条の名はない。また同作中で二条を「雅忠卿の女（むすめ）」と呼ぶ場面が読み取れるが、貴族の家系資料である『尊卑分脈』では、久我雅忠の項からは娘の存在が確認できないという点が指摘されている。
『増鏡』の「さしぐし」の巻の中で、『とはずがたり』の時期にあたる正応元年（1288年）に「久我大納言雅忠の女」という女房が登場し、三条という女房名を貰って悔しさのあまり泣いて慰められたという記述があり、この女房を二条と同定する説がある。しかし、正応元年は『とはずがたり』の中で二条が内裏を去り尼僧として旅にでるまでの空白の3年間と時期が重なり齟齬が生じている。また、『増鏡』の他の記述に『とはずがたり』からの引用が見られることから、純粋な外部資料とは見なし難いと指摘されている。